# Johan Gustaf Brolin

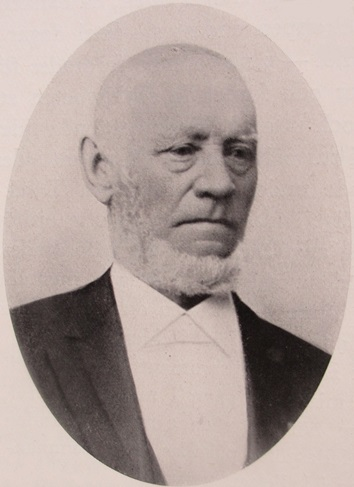
Johan Gustaf Brolin.

Johan Gustaf Brolin, född 17 april 1816 i Söderhamn, död där 28 oktober 1908, var en svensk grosshandlare och riksdagsman. Han var bror till Lars Wilhelm Brolin och far till Gustaf Brolin.
Efter studier i Gävle bedrev Brolin handelsstudier i England. Han blev 1841 delägare i handelshuset Johan Brolin & Son i Stugsund och 1849 dess chef. Firman, som drev en omfattande varvs- och rederirörelse, hade grundats av farfadern Johan Brolin (1759–1822) och efter dennes död stått under sonen Lars Brolins (1791–1871) ledarskap.
Johan Gustaf Brolin var i Söderhamn rådman 1851–1856, stadsfullmäktiges ordförande 1863–1876, drätselkammarens ordförande och ledamot av borgerskapets äldste 1849–1858. Han var direktör för Söderhamns Järnväg 1861–1885, direktör för Marma Sågverks AB 1858–1903, för vilket bolag han var en av stiftarna. Han var stadens ledamot av riksdagens andra kammare åren 1871, 1872 och 1876.
Johan Gustaf Brolins dotter Sara Gustafva (1844–1907) blev 1861 maka till Claes Adelsköld i hans andra äktenskap. Dottern Ida Amalia (1850–1912) var gift med Gustaf Rettig.